# Kyle Dugger
(en) Statistiques sur pro-football-reference
Kyle Dugger, né le 22 mars 1996 à Decatur, est un joueur américain de football américain qui évolue au poste de safety.
Il est sélectionné par les Patriots de la Nouvelle-Angleterre en 37e position de la draft 2020 de la National Football League (NFL).

## Biographie
Kyle Dugger termine sa carrière universitaire pour les Bears de Lenoir–Rhyne avec 237 plaquages, dix interceptions, six fumble forcés et six recouverts. Son explosivité musculaire et sa vitesse de course en retour de punts lui permettent de battre le record de yards retournés avec 929 yards et d'emmener six des 67 punts dans la end zone adverse pour touchdown.
Il est le seul joueur de deuxième division invité au Senior Bowl 2020 par Jim Nagy. Il s'y illustre à la fois lors des entraînements et du match ; ses performances face à de futurs joueurs professionnels rassurent les recruteurs et augmentent sa cote. Venant d'un petit campus, le safety est désigné en fin de saison meilleur joueur défensif de deuxième division bien qu'il n'ait joué que sept rencontres à cause d'une blessure au doigt,. Sa sélection en 37e position, au début du deuxième tour, est une légère surprise mais ses qualités physiques lui permettant de jouer linebacker dans certaines formations défensives et ses qualités en équipes spéciales lui permettent cette sélection par les Patriots de Bill Belichick,. Il devient le premier joueur issu de l'université de Lenoir-Rhyne à être sélectionné en National Football League depuis John Milem en 2000.